# Paragryllodes pictus
Paragryllodes pictus är en insektsart som beskrevs av Lucien Chopard 1958. Paragryllodes pictus ingår i släktet Paragryllodes och familjen syrsor. Inga underarter finns listade i Catalogue of Life.